# Christian Zwanziger

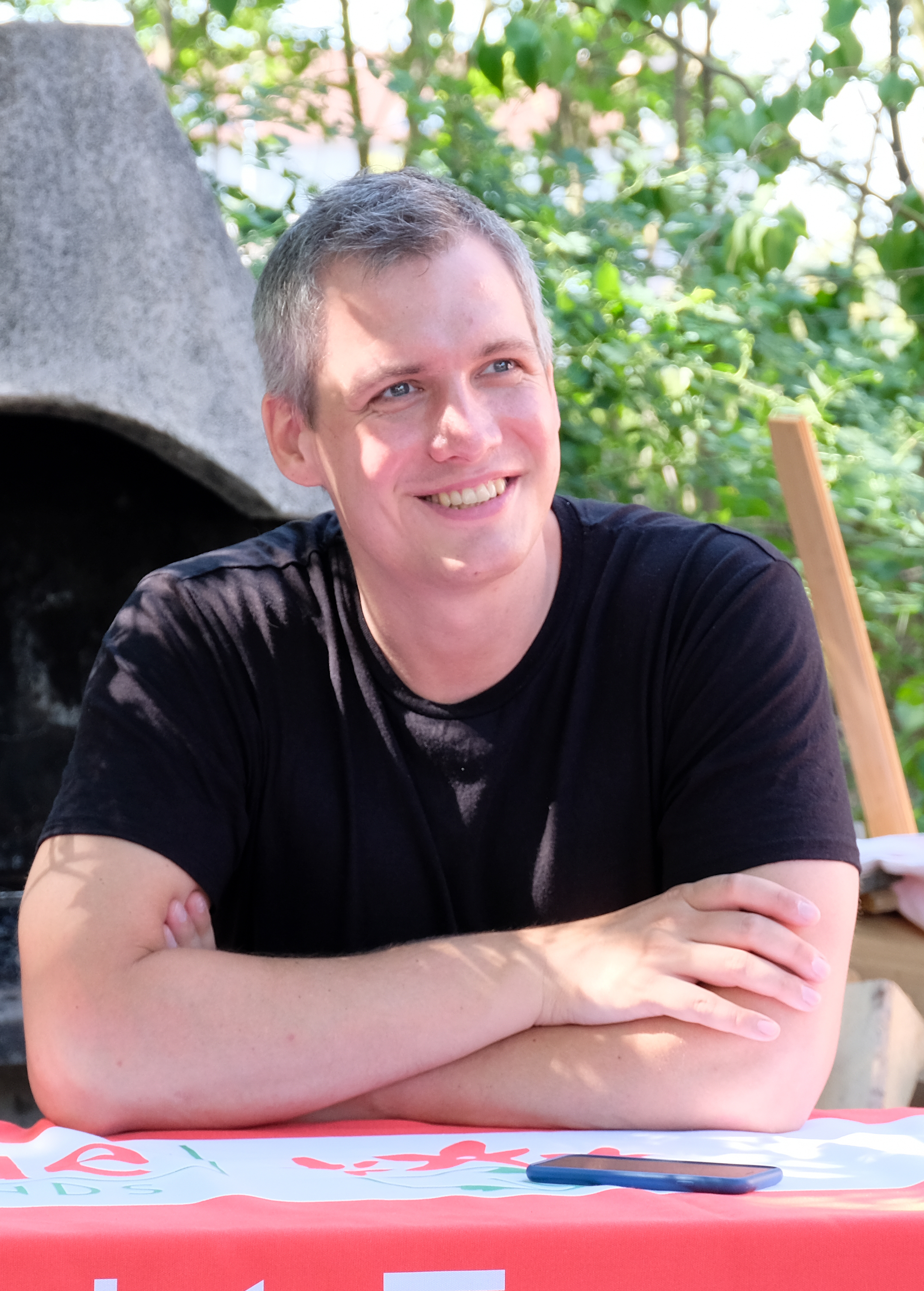
Christian Zwanziger (2020)

Christian Zwanziger (* 20. Mai 1987 in Bamberg) ist ein deutscher Politiker (Bündnis 90/Die Grünen). Er ist seit der Landtagswahl 2018 Abgeordneter im Bayerischen Landtag.

## Leben
Aufgewachsen im oberfränkischen Pommersfelden, besuchte er von 1993 bis 1997 dort die Grundschule. Anschließend wechselte er 1997 an das Gymnasium Höchstadt a. d. Aisch und legte 2006 erfolgreich sein Abitur ab. Während seines Aufenthaltes am Gymnasium nahm Zwanziger von 2003 bis 2004 für ein Jahr an einem Austauschprojekt in Greensburg (Pennsylvania) teil.
Nach dem Abitur studierte Zwanziger zunächst Umweltingenieurwesen an der Technischen Universität München, ehe er sich ein Jahr später für einen Studiengang zur Kulturgeografie an der Friedrich-Alexander-Universität Erlangen-Nürnberg entschied. 2015 schloss er sein Studium mit einem Masterabschluss ab. Von 2014 bis 2018 war er als wissenschaftlicher Mitarbeiter im Büro des Bundestagsabgeordneten Uwe Kekeritz tätig.
Zwanziger ist verheiratet und hat ein Kind. Er ist evangelischer Konfession.

## Partei und Politik
Während seiner Zeit als Student war Christian Zwanziger hochschulpolitisch aktiv. Er war unter anderem Sprecher der bayerischen Studierendenvertretung. Zudem engagierte er sich beim Volksbegehren „Nein zu Studiengebühren in Bayern“. Im Jahr 2012 wurde er Mitglied von Bündnis 90/Die Grünen.
Zur Landtagswahl 2018 kandidierte Zwanziger erstmals als Direktkandidat für den Stimmkreis Erlangen-Stadt und wurde über die mittelfränkische Bezirksliste in den Landtag gewählt. Zwanziger erhielt mit 26,15 Prozent die zweitmeisten Erststimmen. Die Grünen-Fraktion wählte ihn zum Sprecher für Landesentwicklung und Tourismus sowie zum Mitglied im Ausschuss für Wirtschaft, Landesentwicklung, Energie, Medien und Digitalisierung. 
Zur Landtagswahl 2023 kandidierte Zwanziger erneut als Direktkandidat für den Stimmkreis Erlangen-Stadt. Mit 29,4 Prozent der Erststimmen konnte er sein Wahlergebnis von 2018 verbessern, verfehlte jedoch erneut das Direktmandat und zog über die mittelfränkische Bezirksliste in den Landtag ein. Dort ist er Mitglied im Ausschuss für Bildung und Kultus sowie im Ausschuss für Ernährung, Landwirtschaft, Forsten und Tourismus. Außerdem ist er Sprecher für Tourismus der Grünen-Fraktion.
Am 27. März 2025 wurde Zwanziger im Erlanger Stadtrat durch den Oberbürgermeister Florian Janik als neuer Stadtrat vereidigt. Er rückte für die scheidende Birgit Marenbach in den Stadtrat nach, die zuvor aus persönlichen Gründen ihr Stadtratsmandat aufgab. Zwanziger ist somit Mitglied im Bayrischen Landtag und Erlanger Stadtrat.